# Oncholaimus serratus
Oncholaimus serratus är en rundmaskart. Oncholaimus serratus ingår i släktet Oncholaimus, och familjen Oncholaimidae. Arten är reproducerande i Sverige.